# კ
K'ani (asomtavruli Ⴉ, nuskhuri ⴉ, mkhedruli კ) es la undécima letra del alfabeto georgiano.
En el sistema de numeración georgiano tiene un valor de 20.
K'ani representa una oclusiva velar sorda (en ocasiones eyectiva) y se pronuncia como una kani (ქ) dura.

## Letra

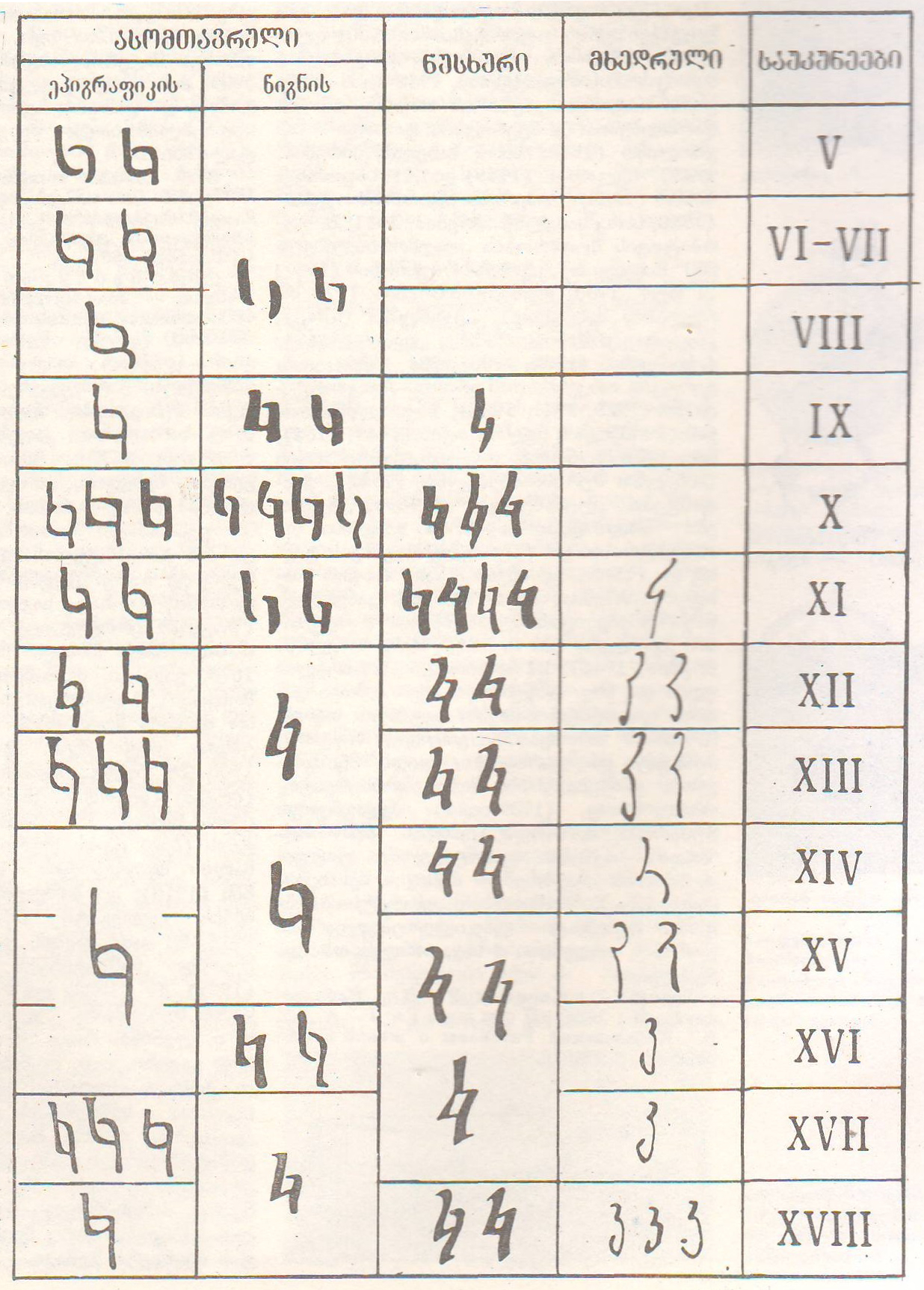
Evolución paleográfica de k'ani hasta llegar a su forma actual

K'ani tiene una forma alternativa en el estilo mjedruli que aparece en la escritura manuscrita en la que su mitad superior es un palo vertical, de esta forma resulta más sencilla y además evita parecerse a vini (ვ).
| asomtavruli | nuskhuri | mkhedruli |
| ----------- | -------- | --------- |
|             |          |           |

## Codificación digital
| asomtavruli | nuskhuri | mkhedruli |
| ----------- | -------- | --------- |
| U + 10A9    | U + 2D09 | U + 10D9  |

## Braille
| mkhedruli |
| --------- |
|           |